# Vinstra Station
Vinstra Station (Vinstra stasjon) er en jernbanestation på Dovrebanen, der ligger ved byområdet Vinstra i Nord-Fron kommune i Norge. Stationen består af nogle få spor, to perroner og en stationsbygning samt et par andre bygninger i rødmalet træ. Stationsbygningen, der er opført efter tegninger af Paul Due, rummer turistinformation og ventesal. Desuden er der en busterminal i tilknytning til stationen.
Stationen åbnede 2. november 1896, da banen blev forlænget fra Tretten til Otta. Den blev fjernstyret 5. december 1967.